# Uri Lupolianski
Uri Lupolianski (Haifa, 1951) foi prefeito de Jerusalém. Ele é membro do partido Judaísmo Unido da Torah e o primeiro prefeito ortodoxo eleito para o cargo de prefeito da cidade.
Lupolianski é casado e tem 12 filhos.